# Красуня діва
Красуня діва (Calopteryx virgo) — вид комах з родини красуневих.

## Морфологічні ознаки
Самці: крила темно-сині, блискучі (у молодого самця темно-бурі), лише вершини світліші, напівпрозорі. Самиці: крила повністю димчасті або коричневі з сірувато-бурими або коричневими жилками. Тіло — 33-40, крила — 27- 36 мм.

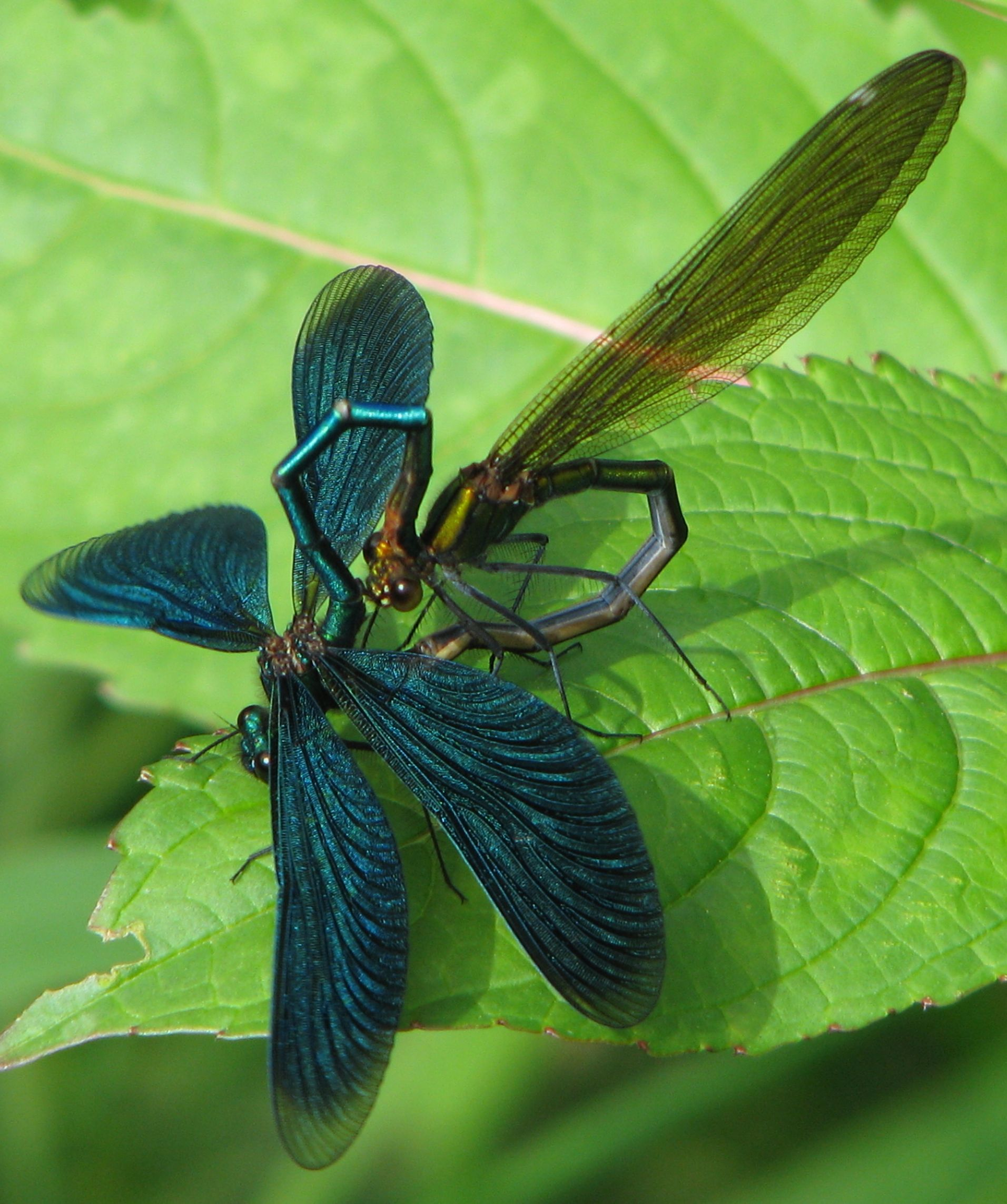

## Поширення
Більша частина Європи, Північна Африка (Алжир), західна i центральна Азія, частина західного i східного Сибіру.
В Україні переважно на Правобережжі Дніпра. В Криму вид, найімовірніше, зник.

## Особливості біології
Зустрічається в заплавах вздовж берегів водотоків. Має дворічну генерацію. Літ імаго — з травня до вересня. Самиця відкладає по одному до 300 яєць у тканини листків і стебел водяних рослин через надрізи, зроблені яйцекладом. Личинки розвиваються переважно у проточній воді; у стоячих і слабко проточних водоймах зустрічається рідко.

## Загрози та охорона
Загрози: хімічне та органічне забруднення води, гідротехнічне будівництво, меліорація тощо.
Заходи охорони: дотримання водо- та природоохоронного законодавства. У місцях перебування популяцій потрібно створити ентомологічні заказники.